# Полуянов, Юрий Александрович
Юрий Александрович Полуянов (1932—2008) — психолог, автор оригинальных методик художественного образования, с учётом детской психологии.

## Научная деятельность
Ю.А. Полуянов совмещал работу по практическому преподаванию изобразительного искусства детям и исследования в области детской психологии. Свою методику преподавания изобразительного искусства детям Полуянов создавал в рамках теории (концепции) “Система развивающего обучения”, авторами которой являются Д.Б.Эльконин и В.В. Давыдов. Главным результатам его труда стала программа “Изобразительное искусство и художественный труд” для 1-4 классов общеобразовательной школы.

## Основные публикации
- Полуянов Ю.А. Дети рисуют : педагогический всеобуч родителей / Ю.А. Полуянов. – Москва : Педагогика, 1988.
- Полуянов Ю.А. Изобразительное искусство и художественный труд. 1 класс. — М.: ВИТА-ПРЕСС, 2003.
- Полуянов Ю.А. Изобразительное искусство и художественный труд. 2 класс. — М.: ВИТА-ПРЕСС, 2004.
- Полуянов Ю.А. Изобразительное искусство и художественный труд. 3 класс. — М.: ВИТА-ПРЕСС, 2005.
- Полуянов Ю.А. Изобразительное искусство и художественный труд. 4 класс. — М.: ВИТА-ПРЕСС, 2006.
- Полуянов Ю.А. Диагностика общего и художественного развития детей по их рисункам : пособие для школьных психологов / Ю.А. Полуянов. – Москва; Рига : Эксперимент, 2000.
- Полуянов Ю.А. Формирование способности целостного восприятия цвета у детей. Вопросы психологии 80'1 с.101
- Полуянов Ю.А. Перспективы реализации идей Л. С. Выготского о детском художественном творчестве. Вопросы психологии 97'1 с.98
- Полуянов Ю.А. Оценка развития комбинаторных способностей. Вопросы психологии 98'3 с.125
- Полуянов Ю.А. Соотношение учебной деятельности и творчества детей на занятиях изобразительным искусством. Вопросы психологии 98'5 с.94